# Anna Špynëva
Anna Aleksandrovna Špynëva (in russo Анна Александровна Шпынёва?; San Pietroburgo, 3 gennaio 2002) è una saltatrice con gli sci russa.
Nelle liste FIS è registrata come Anna Shpyneva.

## Biografia
Attiva in gare FIS dal luglio del 2016, la Špynëva ha debuttato in Coppa del Mondo il 30 novembre 2018 a Lillehammer (36ª) e ai Campionati mondiali a Seefeld in Tirol 2019, dove è stata 12ª nel trampolino normale, 5ª nella gara a squadre e 7ª nella gara a squadre mista. Ai Mondiali di Oberstdorf 2021 si è classificata 26ª nel trampolino lungo.

## Palmarès

### Mondiali juniores
- 4 medaglie:
  - 3 ori (trampolino normale, gara a squadre, gara a squadre mista a Lahti 2019)
  - 1 argento (gara a squadre a Lahti/Vuokatti 2021)

### Coppa del Mondo
- Miglior piazzamento in classifica generale: 33ª nel 2019 e nel 2020